# Доктор Стрендж: Присяга
«Доктор Стрендж: Присяга» (англ. «Doctor Strange: The Oath») — американська обмежена серія коміксів 2007 року, що написана Браяном К. Воном, намальована Маркосом Мартіном та опублікована видавництвом Marvel Comics із супергероєм-чаклуном Доктором Стренджем у головній ролі. Історія мальопису розповідає про вищезазначеного персонажа, що шукав людину, яка намагалася його вбити, а також вкрадений магічний еліксир, який здатний вилікувати його вірного слугу, Вонґа, від раку, що вже був на останній стадії. Доктор Стівен Стрендж стикається з іншим учнем Старійшини, який, дізнавшись про той еліксир, сповнений рішучості знищити його.

## Сюжет
Дощової ночі в Нью-Йорку, в госпіс, що належить Нічній Медсестрі, Вонґ, слуга Верховного Мага, затягує непритомного, стікаючого кров'ю Доктора Стренджа, благаючи про допомогу. Він виконував доручення і повернувся в Санктум-Санкторум, де виявив, що Стренджа застрелили під час пограбування. Стрендж з'являється у своїй астральній формі та каже Нічній Медсестрі, що, якщо вона не поквапиться, то він помре раніше, ніж Вонґ зможе закінчити.
У кабінеті доктора Нікодема Веста злодій, на ім'я Громило, передає йому пляшку з еліксиром Откід та амулетом. Він стверджує, що вбив Доктора Стренджа під час крадіжки та показує йому пістолет, який стріляє срібними кулями. Вест каже, що повинен був переконатися, що Стрендж мертвий.
Нічна медсестра оперує Стренджа, поки Вонґ пояснює, як чаклун дізнався про його хворобу. У Санктуарії Стрендж випадково знайшов пляшечку Вонґа з пігулками, що містять речовину, спрямовану на пухлини мозку. Слуга сподівався тримати свою смертельну хворобу в таємниці, поки йому не знайдуть заміну. Стрендж відмовляється змиритися зі своєю долею і згадує, що читав про панацею під назвою «еліксир Откід».
Слідуючи вказівкам до певного місця, він відкрив портал в інший вимір, щоб знайти еліксир. Коли чоловік благає його не йти, Стрендж нагадує йому про присягу Гіппократа, яку він дав перед входом у портал. Знайшовши його, він відправив зразок на перевірку своєму другові, доктору Джонасу Гілту. Він досліджував решту всередині Санктуарію, коли на нього напав Громило.
Стрендж приводить Вонґа і Нічну Медсестру в дослідницьку лабораторію Гілта. Всередині вони знаходять місце зруйнованим, а зразок зниклим. Гілт мертвий, застрелений з того ж пістолета, який був використаний на Стренджа. Око Аґамотто приводить їх до схованки Громили, де Стрендж змушує його розповісти, що чаклун, який допомагав йому, був тим самим Вестом, який не зміг відновити свої руки.
У компанії Timely Pharmaceuticals, роботодавця Веста, він зустрічається з членами правління. Він насміхається, коли вони заявляють, що хочуть, щоб людство виліковувалося природним шляхом. Він запитує, чи дійсно вони мають на увазі, що, якщо ліки будуть знайдені, вони втратять свої потужні прибуткові робочі місця. Генеральний директор відповідає, що не став би вбивати доктора Гілта, якби вважав, що вони помиляються. Вони наказують йому покінчити з їхньою проблемою зі Стренджем.
Стрендж пропонує їм повернутися в госпіс. Вони прибувають туди, де вхід блокує Страж Пекла Марракант, якого маг знищує, перш ніж відкрити портал до місця, звідки він був викликаний. Коли вони проходять в кімнату Веста, він замикає їх за допомогою тримальне заклинання, а Стрендж вимагає розповісти, хто навчив його магії.
Вест сповнений рішучості знайти спосіб відновити свої руки. Знайшовши Старійшину, він почав вивчати містичне мистецтво, але швидко занудьгував і пішов. Коли він спробував використати магію на прикутому до ліжка, смертельно хворому на рак, невдале заклинання дало зворотний ефект, змусивши всі клітини його тіла вибухнути.
Він вже збирався здатися поліції, коли його зупинили двоє керівників компанії Timely. Вони пішли за ним, бо не хотіли, щоб наростальне використання магії вплинуло на їхню індустрію, тому запропонували йому вигідну угоду. Він буде відстежувати й тримати користувачів магії під контролем, а натомість вони покриють його помилку.
Після того, як Стрендж розбиває тримальне закляття, Вонг втрачає свідомість. Вест телепортується до ванної кімнати, але перш ніж він встигає вилити еліксир в каналізацію, з'являється Стрендж. Вест зізнається, що вважає рідину отрутою, а людей потрібно лікувати природними засобами. Стрендж у відповідь запитує, чи такі речі, як комп'ютерна томографія, є природними. Він відчуває, що Вест боїться, що не вся магія шкідлива, а хворий на рак був убитий через його некомпетентність як чаклуна.
Вест телепортується на дах разом зі Стренджем, який переслідує його, і вони вступають в бійку. Стрендж виявляє свою підготовку в бойових мистецтвах і завдає кілька сильних ударів. Вест падає за край даху, прихопивши з собою еліксир. Флакон розбивається вщент, залишаючи лише крихітну краплю на вершині розбитого уламка. З'являється астральна проєкція Веста і пропонує Стренджу зробити вибір: врятувати Вонґа або витратити необхідну кількість часу на його відтворення. Коли його проєкція зникає, він просить Стренджа подумати, з яким вибором він зможе жити.
Через день Вонґ прокидається без жодних слідів раку. Маг запевняє його, що його життя було варте останнього шматочка. Нічна Медсестра показує Стівену Стренджу записку зізнання, яку вона взяла з кабінету Веста. Він створив її для членів правління Timely, щоб нагадати їм про крайні заходи, до яких вони вдалися, щоб знищити еліксир Откід і змусити замовкнути всіх, хто знав про нього. Стрендж настільки вдячний, що запрошує її створити новий госпіс у своєму Санктуарії.

## Персонажі
- Доктор Стівен Стрендж
- Вонґ
- Нічна Медсестра
- Нікодем Вест

## Видання
- Vaughan, Brian K. Doctor Strange: The Oath TPB. — Marvel Comics, 2007. — 120 с.[2]